# Rivière Métabeskéga
La rivière Métabeskéga est un affluent du lac Kempt (via le lac Métabeskéga (Madon), le lac Obascou et la baie Maida) lequel constitue le lac de tête de la rivière Manouane, coulant du côté ouest de la rivière Saint-Maurice
dans les municipalités régionales de comté (MRC) de Antoine-Labelle et de Matawinie, en traversant les territoires non organisés de Lac-De La Bidière (Laurentides) et Baie-Atibenne (Lanaudière), au Québec, au Canada.
Ce cours d'eau fait partie du bassin versant de la rivière Saint-Maurice laquelle se déverse à Trois-Rivières sur la rive nord du fleuve Saint-Laurent.
L’activité économique du bassin versant de la rivière Métabeskéga est la foresterie. Le cours de la rivière coule entièrement en zones forestières. La surface de la rivière est généralement gelée du début de décembre jusqu’au début d’avril.

## Géographie
La rivière Métabeskéga prend sa source à l’embouchure d’un lac sans nom (longueur : 0,6 km ; altitude : 544 m) dans le territoire non organisé de Lac-De La Bidière. L’embouchure de ce lac est située à 13,5 km au sud-est de la confluence de la rivière Métabeskéga et à 134 km au sud-est du centre-ville de La Tuque.
À partir du lac de tête, la rivière Métabeskéga coule sur 19,3 km, selon les segments suivants :
- 3,9 km vers le nord-est dans le territoire non organisé de Lac-De La Bidière, jusqu’à la limite du territoire non organisé de Baie-Atibenne ;
- 8,4 km vers le nord-est dans le territoire non organisé de Baie-Atibenne, jusqu’à la décharge d’un ensemble de lacs (venant du sud) ;
- 6,3 km vers le nord en coupant une route forestière et en serpentant jusqu’à la décharge d’un ruisseau (venant de l’est) ;
- 0,7 km vers le nord en coupant une route forestière, jusqu’à la confluence de la rivière[2].

La rivière Métabeskéga se déverse dans le territoire non organisé de la Baie-Atibenne, sur la rive sud du lac Madon lequel est interconnecté au lac Obascou ; ce dernier se connecte à la rive sud de la Baie Maida du lac Kempt. Cette confluence est située du côté est de la réserve indienne de Manawan.
La confluence de la rivière Métabeskéga est située à :
- 40,1 km au sud-est de l’embouchure du lac Kempt situé au fond de la baie Gavin ;
- 124 km au sud-est du centre-ville de La Tuque.

## Toponymie
Le toponyme rivière Métabeskéga a été officialisé le 5 décembre 1968 à la Commission de toponymie du Québec.